# Bacino di Carmen
Il bacino di Carmen  è una depressione sottomarina situata sul fondale marino della regione meridionale del Golfo di California, nell'Oceano Pacifico, al largo della costa dello stato messicano di Sinaloa. Il bacino è il risultato dell'attività di uno dei molti centri di espansione del fondale presenti nel golfo.
Il bacino è collegato alla faglia di Farallon, a sud, e alla faglia di Carmen, a nord, due delle faglie trasformi della zona di rift del Golfo di California, ossia dell'estensione settentrionale della dorsale del Pacifico orientale.